# 恵比須快速線

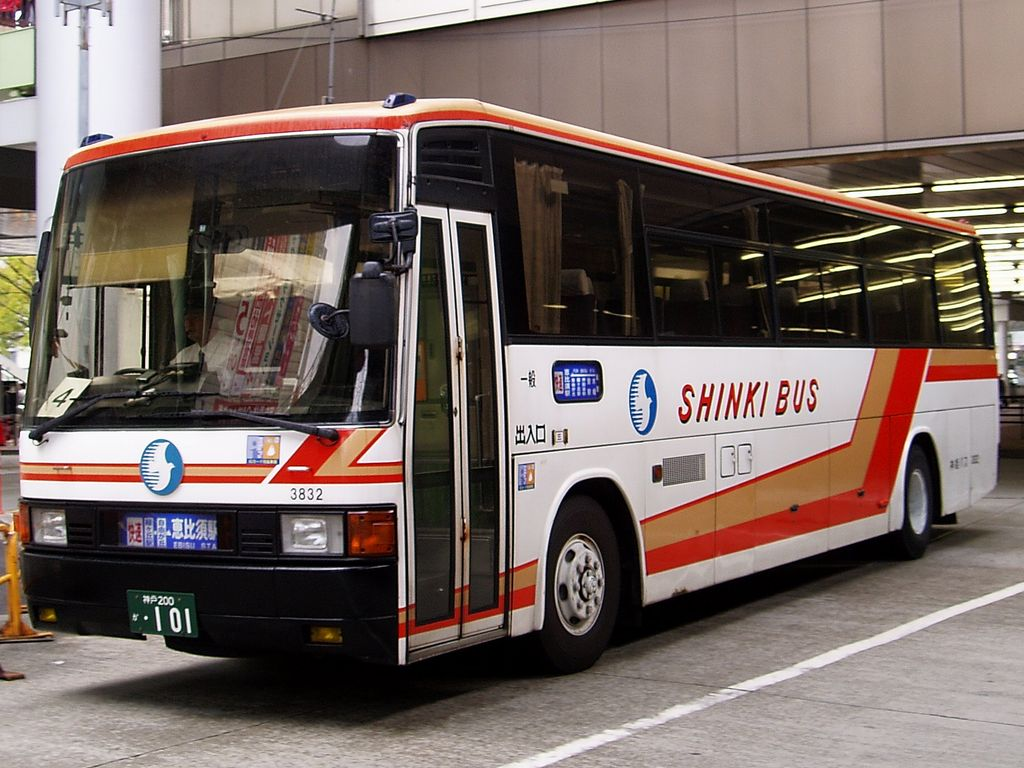
恵比須快速線に使用されるエアロバス

恵比須快速線（えびすかいそくせん）は、神姫バスが運行する路線バスである。阪神高速道路を経由し、高速バス車両を使用しているものの、同社では路線バス扱いとされている。兵庫県内都市間高速バス・短距離高速バスと位置づけることもできる。

## 概要
- 兵庫県神戸市中央区の神姫バス三宮バスターミナルと、三木市の恵比須駅前・三木営業所を結ぶ路線である。
  - 一部便は神戸空港行きであるが、三宮 - 神戸空港間のみの利用はできない。
  - 一部時間帯、青山5丁目発着のバスが運行されている。
- 阪神高速を経由する関係で、シートベルト付き車両が運用に入り、座席定員制（先着順）となっている。
- 栄駅前・押部谷駅前・緑が丘駅を経由したあと、三木市内はニュータウン（緑が丘・自由が丘）の停留所を中心に停車する。
- NicoPa、ICOCA、PiTaPa使用可（神姫バスでは、路線バスの扱いであり、高速バス扱いではない）。

## 停車停留所
- ▼ - 下りは乗車のみ、上りは降車のみの扱い
- ▲ - 上りは乗車のみ、下りは降車のみの扱い
- ◆ - 乗降制限無し
- ｜ - 通過
- ∥ - 経路外
- 神戸空港・神戸空港海上AT（アクセスターミナル）停留所は上りのみ停車（降車専用）。三宮 → 神戸空港海上AT間のみの乗車はできない。

| 停車停留所名         | 停留所所在地 | 停留所所在地 | 三 宮 ｜ 恵 比 須 駅 | 三 宮 ｜ 恵 比 須 駅 | 三 宮 ｜ 三木営業所 | 神 戸 空 港 ↑ 恵 比 須 駅 | 三 宮 ↑ 自由が丘中公園 | 三 宮｜ 青山5丁目 | 備考                                                                  |
| 停車停留所名         | 停留所所在地 | 停留所所在地 |                      |                      |                     | 上りのみ                  | 上りのみ               |                   | 備考                                                                  |
| -------------------- | ------------ | ------------ | -------------------- | -------------------- | ------------------- | ------------------------- | ---------------------- | ----------------- | --------------------------------------------------------------------- |
| 神戸空港海上AT       | 兵庫県       | 神戸市中央区 |                      |                      |                     | ▼                         |                        |                   | 上り便のみ停車                                                        |
| 神戸空港             | 兵庫県       | 神戸市中央区 |                      |                      |                     | ▼                         |                        |                   | 上り便のみ停車                                                        |
| 三宮                 | 兵庫県       | 神戸市中央区 | ▼                    | ▼                    | ▼                   | ▼                         | ▼                      | ▼                 | 乗車は神姫三宮バスターミナル 降車は三宮バスターミナル（ミント神戸1F） |
| 見津が丘4丁目        | 兵庫県       | 神戸市西区   | ◆                    | ｜                   | ◆                   | ◆                         | ◆                      | ◆                 |                                                                       |
| 神戸複合産業団地口   | 兵庫県       | 神戸市西区   | ◆                    | ｜                   | ◆                   | ◆                         | ◆                      | ◆                 |                                                                       |
| 神戸複合産業団地東   | 兵庫県       | 神戸市西区   | ｜                   | ◆                    | ｜                  | ｜                        | ｜                     | ｜                |                                                                       |
| 見津が丘6丁目        | 兵庫県       | 神戸市西区   | ｜                   | ◆                    | ｜                  | ｜                        | ｜                     | ｜                |                                                                       |
| 見津が丘5丁目        | 兵庫県       | 神戸市西区   | ｜                   | ◆                    | ｜                  | ｜                        | ｜                     | ｜                |                                                                       |
| 木見中央公園前       | 兵庫県       | 神戸市西区   | ｜                   | ◆                    | ｜                  | ｜                        | ｜                     | ｜                |                                                                       |
| 見津が丘3丁目        | 兵庫県       | 神戸市西区   | ｜                   | ◆                    | ｜                  | ｜                        | ｜                     | ｜                |                                                                       |
| 産団協前             | 兵庫県       | 神戸市西区   | ｜                   | ◆                    | ｜                  | ｜                        | ｜                     | ｜                |                                                                       |
| 木幡                 | 兵庫県       | 神戸市西区   | ◆                    | ◆                    | ◆                   | ◆                         | ◆                      | ◆                 |                                                                       |
| 栄駅前               | 兵庫県       | 神戸市西区   | ◆                    | ◆                    | ◆                   | ◆                         | ◆                      | ◆                 |                                                                       |
| 押部谷駅前           | 兵庫県       | 神戸市西区   | ◆                    | ◆                    | ◆                   | ◆                         | ◆                      | ◆                 |                                                                       |
| 緑が丘駅             | 兵庫県       | 三木市       | ◆                    | ◆                    | ◆                   | ◆                         | ◆                      | ◆                 |                                                                       |
| 緑が丘中1丁目        | 兵庫県       | 三木市       | ◆                    | ◆                    | ◆                   | ◆                         | ◆                      | ◆                 |                                                                       |
| 自治会館前           | 兵庫県       | 三木市       | ∥                    | ∥                    | ∥                   | ∥                         | ∥                      | ◆                 |                                                                       |
| 緑が丘公民館前       | 兵庫県       | 三木市       | ∥                    | ∥                    | ∥                   | ∥                         | ∥                      | ◆                 |                                                                       |
| 三木北高校前         | 兵庫県       | 三木市       | ∥                    | ∥                    | ∥                   | ∥                         | ∥                      | ◆                 |                                                                       |
| センター前           | 兵庫県       | 三木市       | ∥                    | ∥                    | ∥                   | ∥                         | ∥                      | ◆                 |                                                                       |
| 青山3丁目 中央公園前 | 兵庫県       | 三木市       | ∥                    | ∥                    | ∥                   | ∥                         | ∥                      | ◆                 | 上りは青山3丁目に停車 下りは中央公園前に停車                          |
| 青山5丁目            | 兵庫県       | 三木市       | ∥                    | ∥                    | ∥                   | ∥                         | ∥                      | ◆                 |                                                                       |
| 緑が丘西1丁目        | 兵庫県       | 三木市       | ◆                    | ◆                    | ◆                   | ◆                         | ◆                      |                   |                                                                       |
| 緑が丘西1丁目西      | 兵庫県       | 三木市       | ◆                    | ◆                    | ◆                   | ◆                         | ◆                      |                   |                                                                       |
| 東自由が丘           | 兵庫県       | 三木市       | ◆                    | ◆                    | ◆                   | ◆                         | ◆                      |                   |                                                                       |
| 東自由が丘2丁目      | 兵庫県       | 三木市       | ◆                    | ◆                    | ◆                   | ◆                         | ◆                      |                   |                                                                       |
| あかねが丘           | 兵庫県       | 三木市       | ◆                    | ◆                    | ◆                   | ◆                         | ◆                      |                   |                                                                       |
| 東自由が丘3丁目      | 兵庫県       | 三木市       | ◆                    | ◆                    | ◆                   | ◆                         | ◆                      |                   |                                                                       |
| 五叉路               | 兵庫県       | 三木市       | ◆                    | ◆                    | ◆                   | ◆                         | ◆                      |                   |                                                                       |
| 自由が丘中公園       | 兵庫県       | 三木市       | ｜                   | ｜                   | ｜                  | ◆                         | ▲                      |                   | 自由が丘中公園始発上り便のみ設定                                      |
| 中自由が丘           | 兵庫県       | 三木市       | ◆                    | ◆                    | ◆                   | ◆                         |                        |                   |                                                                       |
| 西自由が丘2丁目      | 兵庫県       | 三木市       | ◆                    | ◆                    | ◆                   | ◆                         |                        |                   |                                                                       |
| 吉田公民館前         | 兵庫県       | 三木市       | ◆                    | ◆                    | ◆                   | ◆                         |                        |                   |                                                                       |
| 恵比須駅             | 兵庫県       | 三木市       | ▲                    | ▲                    | ｜                  | ▲                         |                        |                   | 恵比須駅ロータリー内                                                  |
| エビス               | 兵庫県       | 三木市       |                      |                      | ◆                   |                           |                        |                   | 恵比須駅ロータリー外                                                  |
| 上の丸               | 兵庫県       | 三木市       |                      |                      | ◆                   |                           |                        |                   |                                                                       |
| 福有橋               | 兵庫県       | 三木市       |                      |                      | ◆                   |                           |                        |                   |                                                                       |
| 三木営業所           | 兵庫県       | 三木市       |                      |                      | ▲                   |                           |                        |                   |                                                                       |

※「市役所前」と「中央公園前」は三田特急線のうち「ゆりのき台郵便局前」発着便にも同名の停留所がある。

## 運行回数
平日102便（往復合計）
土休日85便（往復合計）

## 沿革
- 2001年9月1日 - 恵比須快速線、三ノ宮 - 恵比須駅間開業。（平日30便・休日26便）[1]
- 2002年4月15日 - 神戸複合産業団地口バス停の新設。
- 200x年x月x日 - ダイヤ改正により増便する。（平日63便・土休日56便）
- 2004年11月1日 - 一部便を三ノ宮 - 三木営業所間に延長。これに伴い市役所前、福有橋、三木営業所での乗降の取り扱い開始。
- 2005年9月1日 - ダイヤ改正により増便する。（平日73便・土休日71便）
- 2006年2月16日 - 神戸空港乗り入れ開始。
- 2008年4月1日 - 三木営業所発着便が廃止となる。これに伴い市役所前、福有橋、三木営業所での乗降の取り扱い廃止。
- 2009年10月1日 - ダイヤ改正により増便する。
- 2010年12月2日 - 阪神高速 布施畑西 - 箕谷間の最高制限速度が80km/hに引き上げられる[2]。
- 2011年6月1日 - ダイヤ改正による増便（平日87便・土休日81便）と神戸空港発の下り便が休止（神戸空港着便は従来通り運行される。）
- 2012年7月1日 - 木見公園前バス停の新設。また、一部便を神戸空港・三ノ宮 - 三木営業所間に延長。これに伴いエビス、上の丸、福有橋、三木営業所での乗降の取り扱い開始。（西脇急行線と異なり三木本町、三木中町は通らない）
- 2014年4月1日 -　自由が丘中公園バス停の新設（三ノ宮・神戸空港方面行きの一部の便が停車）
- 2014年7月1日 -  三ノ宮 - 青山5丁目運行開始（緑が丘駅 - 青山5丁目間はクローズドドア制）。合計平日95便・土休日88便となる。
- 2015年10月1日 - 神戸複合産業団地東、見津が丘5丁目バス停の新設。
- 2016年7月15日 - 見津が丘6丁目バス停の新設。平日朝に三ノ宮 → 産業団地行の便を新設。産業団地内経由便の増回。土休日1便減便。
- 2016年12月1日 - 平日夕方に産業団地 → 三ノ宮行の便を新設。（平日98便・土休日87便）
- 2017年4月1日 - 平日早朝時間帯増発、一部時間帯減便（平日103便・土休日85便）
- 2017年10月1日 - 見津が丘4丁目バス停新設。平日の朝の三ノ宮 → 産業団地行を休止。（平日102便・土休日85便）。
- 2018年4月1日 - 三ノ宮 - 青山5丁目線（緑が丘駅 - 青山5丁目間）のクローズドドア制を撤廃。
- 2020年4月1日 - 平日の朝に三宮 → 社(車庫前)行を新設（押部谷駅前発車後は三木中町に停車）。

## 経路
- 三宮発着

国道2号 - 阪神高速32号新神戸トンネル - 阪神高速7号北神戸線箕谷出入口 - 阪神高速7号北神戸線藍那出入口 - 兵庫県道52号小部明石線 - 兵庫県道22号神戸三木線 - 三木市道緑が丘青山線 - 三木市道自由が丘緑が丘線 - 兵庫県道514号志染土山線 - 兵庫県道38号三木三田線
- 神戸空港行き

（三宮行きと同じルート） - 国道2号 - 三ノ宮バスターミナル - （以降三宮発着便と同ルート）神戸港港島トンネル - 神戸スカイブリッジ
- 三木営業所行き

（恵比須駅行きと同じルートだが、恵比須駅を通らずエビスで停車） - 兵庫県道38号三木三田線 - 兵庫県道20号加古川三田線 - 兵庫県道23号三木宍粟線
阪神高速7号北神戸線が通行止のときは山麓バイパスまたは国道428号 - 兵庫県道85号神戸加東線 - 神戸市道を経由する。
なお、平成27年台風第11号による土砂災害で、兵庫県道52号小部明石線が不通になったときは、阪神高速7号北神戸線・神戸淡路鳴門自動車道布施畑ジャンクション - 神戸淡路鳴門自動車道神戸西インターチェンジを経由した。

## 車両
現在
- エアロエース（トイレなし）
- エアロバス（トイレなし）
- セレガHD（トイレなし）
- ガーラHD（トイレなし）

以前は三菱車が主力となっていたが、現在は日野・セレガといすゞ・ガーラが主力車両となっている。
三木営業所・社営業所（2022年5月31日までは西脇営業所）が担当
過去
- エアロスターワンロマ

## 車内設備
- エアロエース・エアロバス・セレガHD・ガーラHD
  - 4列リクライニングシート
  - 補助席
  - 読書灯
  - コンセント（一部車両）

## 運行状況
- 三宮 - 緑が丘中1丁目間では1時間あたり1 - 8（平日朝ラッシュ時三宮方面）便、緑が丘西1丁目 - 恵比須駅・エビス間では1時間あたり1 - 6（平日朝ラッシュ時三宮方面）便運転。日中と通勤時間帯の本数の差がかなり大きく、利用客の多くは通勤客である。
- 運行情報や現在位置などについては「神姫バスナビ」というアプリで調べることができる
- 緑が丘駅ロータリー等に、続行便用のバスを待機させている場合もある。

## 鉄道との競合
途中、神戸電鉄粟生線と併走する区間がある。
- 三宮駅から押部谷・三木市内方面に向かうときに、神戸電鉄を利用すると、運賃面では神戸電鉄運賃に加え、神戸高速鉄道分が上乗せされる上に新開地駅で乗り換えが必要になる。三宮駅 - 緑が丘駅間では、新開地駅経由で神戸電鉄を利用するよりも100円ほど安く、所要時間面でも神姫バスの方が5分ほど速い。[3]。このため志染 - 木幡間ではかなりの利用者が転移する[4]など、沿線住民の鉄道離れの原因の一つとなっているとともに、粟生線廃線危機の原因となる。

。
- 緑が丘駅から恵比須駅までは三木市内ニュータウン内の各停留所に停車しており、三宮への直通サービスとして設定されている。
- 座席定員制のため、ほぼ必ず着席できる。

現在では、座席のほとんどが空いていることが多くあり、座席定員制にも関わらず、満席であることはほとんどない。
このような理由から、神戸電鉄と競合するにもかかわらず一定の需要があった。しかしながら現在では神姫バスも利用客が低迷の一途を辿っており、本数もやや減少気味である。粟生線は、1998年度から2007年度の10年間だけでも、約102億円もの累積赤字を計上している。
2001年9月1日の開業時は往復合計で平日30便（15往復）、休日26便（13往復）であったが、2015年10月1日時点で平日85便(上り44+下り41)、土休日81便(上り43+下り38)となっている。(三ノ宮 - 青山5丁目線除く)
但し、併走区間最終の木幡停留所を平日の21時00分、土日祝の21時07分に発車する最終便以降の時間は、神戸市内中心部へは神戸電鉄でのみ行くことができる